# Вертерберг
Вертерберг (нім. Wörterberg) — місто та громада на сході Австрії в окрузі Гюссінг у федеральній землі Бургенланд. На найвищій точці міста знаходиться каплиця св. Стефана.

## Історія
Поселення було засноване у 14 столітті переселенцями із міста Верт-ан-дер-Лафніц, що у Штирії. На згадку про свою батьківщину місто назвали Вертерберг (буквально, «Вертерська гора»). До 1920 року місто належало до Угорщини, де називалось Вертхегі. Після Першої світової війни місто відійшло до новоствореної республіки Бургенланд. У 1922 Бургенланд став частиною Австрії. Під час Другої світової війни загинуло 26 жителів міста, ще 16 зникли безвісти. У 1971 році Вертерберг відійшов до общини Оллерсдорф. У 1991 році місто стало окремою общиною.

## Населення
Згідно з переписом 2011 року населення становило 496 осіб.

## Політика
У міську раду входить 11 депутатів. З 2012 року 7 місць займають представники СДПА (Соціал-демократична партія Австрії), 4 місця — АНП (Австрійська народна партія).
Мером міста з 2012 року є Курт Вагнер з партії СДПА.

## Виноски
- Офіційна сторінка(нім.)